# Przed naszą erą

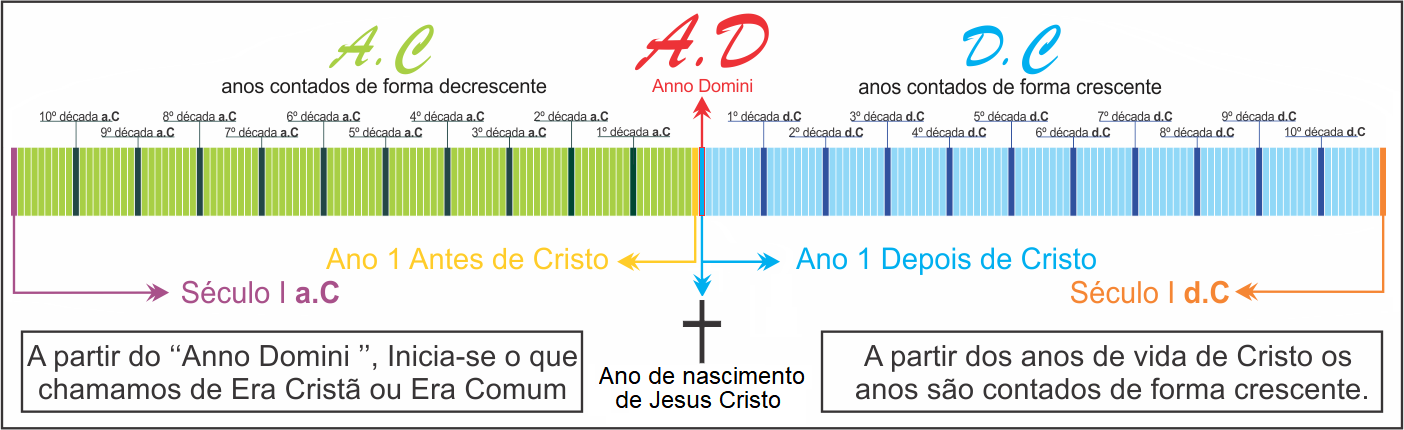
„Taśma czasu” z umownym podziałem na lata p.n.e. i n.e.

przed naszą erą (p.n.e.) – wyrażenie i skrót stosowane w języku polskim oznaczające datę przed początkiem „naszej ery” kalendarzowej. Początek „naszej ery” wiązany jest z datą narodzin Jezusa Chrystusa.
Stosowany jest też skrót AC, od łac. ante Christum (lub a.a.C. – anno ante Christum = w roku przed Chrystusem), zaś w języku angielskim stosuje się BC i BCE (ang. Before Christ i Before Common Era). Pod koniec XVIII wieku do nazwania roku przed datą narodzenia Chrystusa stosowano skrót A.Chr.n. (Ante Christum natum).
Na potrzeby historii i astronomii daty wszystkich wydarzeń z tego okresu są umownie podawane według kalendarza juliańskiego. Jednakże astronomowie posługują się, wprowadzoną w 1740 przez Cassiniego, notacją (rachubą) uwzględniającą rok 0 (zerowy). Według tej notacji numer roku opatruje się znakiem − (minusem). Oznacza to, że rok 1 p.n.e. w historii jest rokiem 0 w astronomii, rok 2 p.n.e. w historii jest rokiem −1 w astronomii itd.